# 鈴木信雄
鈴木 信雄（すずき のぶお、1898年〈明治31年〉1月4日 - 1979年〈昭和54年〉6月15日）は、日本の弁護士、政治家、実業家。勲等は勲三等。
弁護士としては1921年（大正10年）の登録から50年以上に渡って活動し、その間に生地静岡県における三百屋の規制や被疑者の人権擁護などに役割を果たした。政治家としては戦前に立憲政友会の所属で静岡市議、静岡県議を務め、戦後も県政において保守派の重鎮として影響力を保った。その他、1976年（昭和51年）に設立された静岡県民放送の初代社長を務めるなど、県の行政分野にも影響を残している。

## 生涯

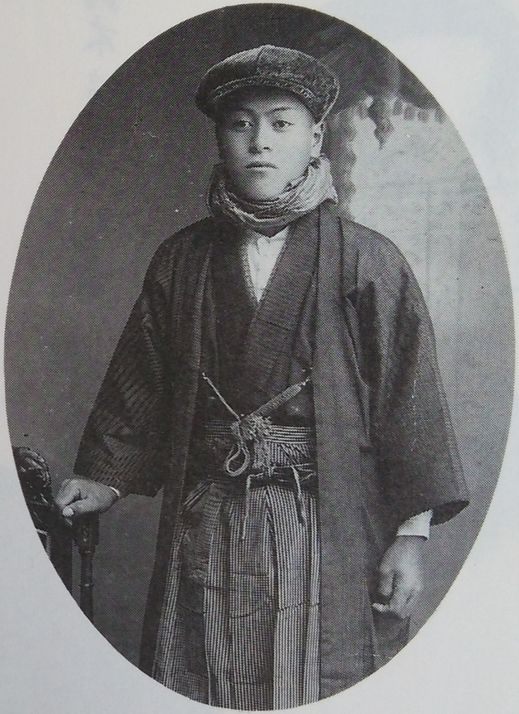
1914年の鈴木（当時16歳）

### 青年期
1898年（明治31年）1月4日、静岡県小笠郡笠原村の裕福な農家に生まれる。報徳思想家の岡田良一郎に私淑した祖父や、地元の政治家である松浦五兵衛に私淑していた父の影響から、幼少より社会貢献と政治に強い関心を向けて育った。1912年（明治45年）に笠原尋常高等小学校を卒業した後は、進学せずに農民として暮らしていたが、家業の傍らも中学課程を通信制で独学した。1916年（大正5年）に同村の女性と結婚し、2年後に長女を授かった。
1918年（大正7年）、成人となった鈴木は徴兵検査を受けるも、不合格となる。これを予期していた鈴木は、兵隊に取られたつもりで1年間東京で勉強したいと考え、密かに進学の準備を進めていた。しかし、出発の前日までも決心のつきかねていた鈴木は、「明日の朝の天気が晴れならば上京する、雨ならばこのまま農業を続ける」と考えた。そして、1919年（大正8年）3月21日の快晴の日の朝、家族に書置きだけを残して、鈴木は東京へと旅立った。

### 明治大学時代
上京した鈴木は、父が私淑していた松浦五兵衛のもとを訪ね、進路の相談を持ちかけた。これに対し松浦は、弁護士となって、弱者のために働きながら、社会のための政治を行うよう助言した。これを聞いた鈴木はすぐさま明治大学へ入学を申請し、4月上旬に法科専門部への入学が許可された。
しかし、家族から勉学に許されていた期間は1年間のみで、なおかつ妻子を郷里に残していた鈴木は、この1年間で3年分の学を修めざるを得なかった。当時の明治大学では、学年の定員に欠員が出た場合に限って、編入試験により学期途中での進級を認めていた。これに合格することを狙った鈴木は、まともに講義にも出席せずに図書館や下宿で自学し、結果9月下旬の編入試験で2学年へ、翌1920年（大正9年）1月の試験で3学年へと進級を重ねた。そして同年7月に鈴木は、入学から1年3か月で、明治大学法科専門部を卒業した。この年には2人目の娘も生まれている。

### 少壮弁護士として
大学を卒業した鈴木は、その年9月末に最初の弁護士試験を受けた。しかしこの際には、筆記試験では合格したものの、口述試験で不合格となっている。だが翌1921年（大正10年）7月に受けた2度目の試験では、合格者100名中7位の成績で合格した。この報を聞いた松浦は大いに喜び、鈴木の弁護士開業にも援助を行った。
帰郷した鈴木は、松浦の紹介で、静岡を代表する弁護士であった岡崎伊勢蔵の事務所に入り、12月から静岡地裁所属の弁護士として活動を開始した。弁護士会の所属は静岡弁護士会だったが、当時の静岡弁護士会には新人弁護士を会長に祭り上げる慣行があった。このため、最初に弁護士会へ挨拶へ出向いた鈴木は、先輩の弁護士たちから「来年の会長が来た、来年の会長が来た」と手を叩いて出迎えられ、面食らったという（当時の静岡弁護士会は特段に業務というもののない親睦団体のようなもので、会長職も雑用係と変わりない存在だった）。
かくして1922年（大正11年）4月に鈴木は静岡弁護士会会長に就任したものの、若年であった鈴木は、先輩弁護士たちが「先生」と呼ばれるなか一人「書生さん」と呼ばれ続けたり、司法修習制度のない時代のこと、法廷でも着席場所さえ分からず、相手方の弁護士から手取り足取り訴訟実務を教えてもらうなどの苦労があった。

#### 三百屋問題
鈴木が弁護士として最初に大きな役割を果たしたのは、静岡における三百屋の規制についてであった。当時、日本各地の法曹界に浸透していた三百屋は、静岡においても県内の訴訟の半数に関与するなど、その影響力を大きなものにしていた。そしてこの三百屋の中には暴力や欺罔を駆使して不当な利益を上げる者もおり、社会問題となりつつあった。
この状況を憂慮した鈴木は、1922年秋に弁護士団体「法曹倶楽部」を立ち上げ、三百屋問題の是正を訴える活動を開始した。そして翌1923年（大正12年）5月に鈴木が招集した静岡弁護士会総会において、鈴木に同調した岡崎ら古参弁護士が、三百屋のうち悪質なものをリスト化しそれらとの提携を禁止する、そして同一の弁護士が県内に複数の事務所を構えることを禁止する（これにより、三百屋が弁護士から名義だけを借りて法律事務所を開設することを規制できる）、という2か条を弁護士会会則に追加することを提案した。
この総会は、従来には出席者もほとんどなかったものが、県下の弁護士ほぼ全員が出席するなど注目を集めた。当の三百屋たちも議場を取り囲み、また三百屋と癒着した一部弁護士が会則改正案に反対するなど、野次や怒号の飛び交う緊迫状態にあった。しかしこの時、名ばかりとはいえ弁護士会会長であった鈴木は、議長権限により審議を強行採決に持ち込み、結果賛成多数で改正案を可決させた。そして、同年10月20日に司法大臣により会則改正が認可された直後、鈴木は弁護士会会長を辞任した。全国の弁護士会に先駆けて静岡で導入されたこの改正会則は、11年後の1933年（昭和8年）5月に公布された改正弁護士法と「法律事務取扱の取締に関する法律」により法制化されることとなる。

### 政治への関わり
弁護士として活動する傍らも、鈴木は立憲政友会所属の松浦と交流を続け、時には秘書のような役割も任せられていた（1923年に生まれた長男の名付け親となったのも松浦である）。ところがその一方で、鈴木が勤務する事務所の岡崎は、松浦とは旧知でありながら反政友会系の静岡民友新聞社の社長であった。このように思想的には対立する両名に奉じていた鈴木であったが、1924年（大正13年）10月に岡崎の事務所を離れ、下桶屋町で独立開業を始めた。しかし政治的には、政友会の分裂時に政友本党へ移った松浦とも異なり、地元の青年組織「立憲政友会静岡岳南少壮団」の団長として政友会の党勢拡大を担うなどした。
私財を投じて政友会を組織化する一方で、鈴木は国粋主義団体である国本社の静岡支部でも、その設立当初から積極的な活動を行っていた。労働運動を敵視していた鈴木は、1926年（大正15年）6月に浜松市で日本音楽争議が発生した際には、団員の塩原時三郎、天野辰夫とともに、「治安を破壊する逆賊を葬れ」などと争議団を攻撃するビラを、地裁検事正の戒告を無視して配布している。

#### 市会議員へ
1929年（昭和4年）、30歳を迎えて被選挙権を得た鈴木は、父の勧めもあって静岡市議への立候補を決意する。政友会から出馬した鈴木を含め66人の候補者は36の議席を争い、4月12日に鈴木は11位の得票数で当選した。
しかし、市会での鈴木は、財政問題や候補の公認などで政友会の非主流派に属してはいたが、その他に特徴的な政治活動は行っていない。1933年までの4年の任期中に議事録に残された発言も12回のみで、1930年（昭和5年）には開会日数の35パーセントに、翌年には44パーセントに欠席している。市議としての鈴木に活発な動きが見られないのは、すでに静岡鉄道の顧問弁護士として活動していた鈴木が、この時期には嬰児十九人殺し事件や、宮内大臣の一木喜徳郎に対する御料地の境界画定訴訟など重大事件を担当し、弁護士として多忙となっていたことが理由と考えられる。

#### 県会議員へ

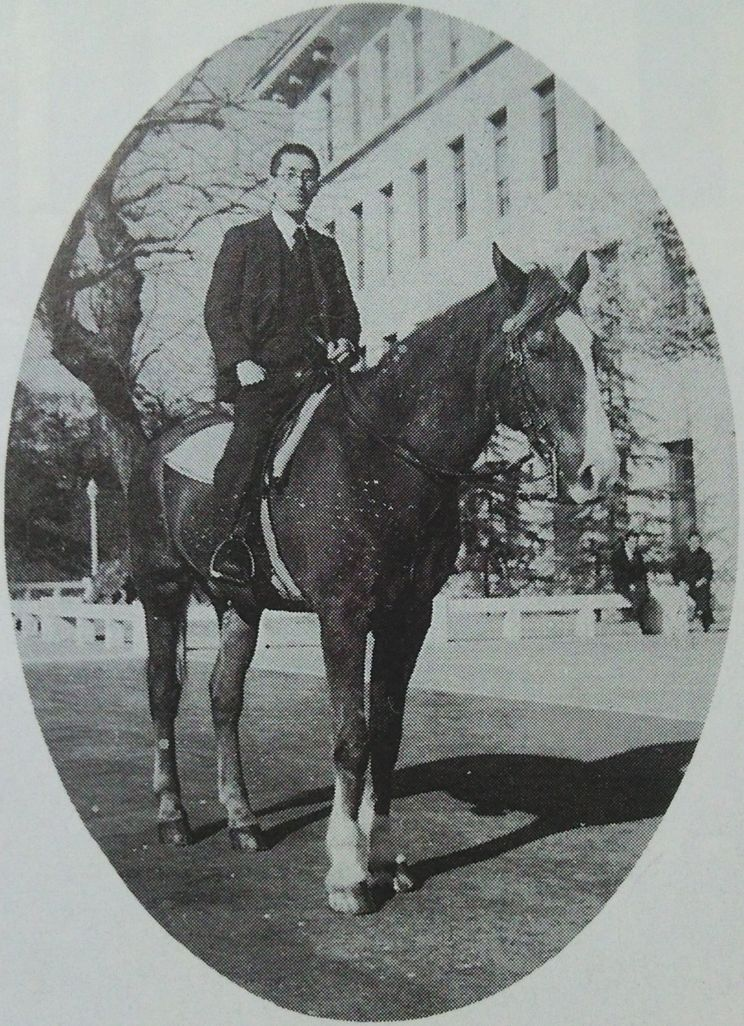
1942年、静岡県庁前にて（当時44歳）

市議として在任中であった1931年（昭和6年）、鈴木は3月に松浦を、6月に父を相次いで喪った。ところが時を同じくして、政友会県支部が静岡県会選挙への立候補を鈴木に打診した（当時の選挙法では市議と県議の兼務が認められていた）。傷心の鈴木は当初この申し出を固辞していたが、妻子の勧めもあり、静岡市選挙区からの立候補を決意した。そして、10月14日に6候補者中3位の得票数で当選した。4名の当選者は鈴木の他は皆立憲民政党候補であり、県会全体でも、政友会は第一党ではあったが過半数を占めてはいなかった。このため政友会幹部は中立会派との協調により勢力の保持を狙ったが、鈴木はこれを理念なき譲歩であると批判し、ここでも非主流派にまわっている。
県議としての鈴木の活動は、市議時代とは変わって極めて活発なものであった。特に鈴木は自らの専門分野である警察行政について多くの質問を行い、県下で横行する令状なしでの逮捕、勾留について、人権蹂躙行為であると鵜沢憲知事を追及した。その後も鈴木は1935年（昭和10年）、1939年（昭和14年）と県会への再選を重ね、1942年（昭和17年）11月には県会議長に就任した。1939年には母を亡くしたが、同年に三女の清子（長じて童話作家となる）を儲けている。
戦況の激化に伴って大政翼賛会が設立されると、鈴木は翼賛会静岡県支部の事務局庶務部長に就任し、静岡市における国民義勇隊の組織化にも重要な役割を果たした。しかし翼賛体制に協力する一方で、鈴木は影響力を増そうとする地元の軍閥とは対立関係にあったという。また、静岡への空襲被害が激しくなった頃には、敗戦気分を煽るとして疎開を禁じる軍部の指令を無視し、自らは静岡に留まりながら市民の疎開を強行した。

### 戦後
第二次世界大戦が終結した頃には、鈴木は自宅を失い、出征していた長男を25歳で喪っていた。しかし鈴木は焼け残った自宅の蔵に暮らし、裁判所代わりの公民館で弁護士として活動を続けた。

#### 政治・行政への関わり
鈴木は政界への復帰にも意欲的で、近くある第22回衆議院議員総選挙へも、推薦人を集めて立候補への準備を進めていた。だが告示目前の1946年（昭和21年）1月、翼賛会の要職にあった過去が問われ、鈴木は公職追放に遭う。追放は5年後に解除されるが、その頃にはすでに思想的に近い政治家が地元で実績を積んでいたため、衝突を恐れた鈴木は自身での立候補を断念し、以降は支持候補の後援に徹することを選んだ。以来、鈴木は選挙戦で数多くの保守系候補を後援し、静岡市の自由民主党支部長も務めるなど、静岡保守政界の重鎮として知られるようになる。
鈴木は県の行政分野においても、土地収用委員会、教育委員会、住宅供給公社などで要職を歴任し、1969年（昭和44年）には勲三等旭日中綬章を受勲した。加えて放送事業についても、1967年（昭和42年）のNHK経営委員に就任し、またテレビ静岡監査役でもあった。この関係から、鈴木は静岡における3番目のテレビ局、静岡県民放送が1976年（昭和51年）に設立されると、その初代社長に就任した。鈴木にとってテレビ局の経営は畑違いで、多忙のために出社も月に2、3度のみであったが、当時の県知事の山本敬三郎による第3局からの第4局の分離構想（後に郵政省によって「静岡方式」と称される）が、着任の翌年には静岡第一テレビの分離という形で実現したのは、社長としての鈴木の指導力によるところが大きかったという。その後、鈴木は社長在任中に死去したが、それまで給与を一切受け取ろうとしなかった。

#### 老練弁護士として
弁護士としては、追放解除直後の1952年（昭和27年）4月から1954年（昭和29年）3月にかけて、推されて静岡県弁護士会会長を2期務めた。1960年（昭和35年）にも弁護士会会長を務め、この時には15年ほど後に予定されていた静岡地裁本庁舎の改築を、懇意の政治家である西村直己を通じて大蔵省と折衝を行うことで、その時点での改築予算の追加計上を認めさせた。同時期には最高裁の定員増員用の予算を事務総局から依頼され、これもある政治家を通じて、大蔵省から10人分の追加予算を獲得した。1961年（昭和36年）には日本弁護士連合会副会長となり、1972年（昭和47年）に関東弁護士会連合会理事長に就任した際には、その会費増額を断行し、設立以来の脆弱な財政基盤を刷新した（このような財政諸問題について鈴木は、所得倍増計画や高度経済成長の過程で法曹界への予算配分が軽視され続けた結果、司法の機能不全を招いた、として自民党の路線を批判することもいとわなかった）。
その後も鈴木は刑事弁護士としてキャリアを重ね、なかでも清水局事件を始めとして、自身が冤罪と確信した事件はすべて無罪を勝ち取ってきたという。1954年3月に発生した島田事件についても、事件発生直後から被告人の死刑確定と度重なる再審請求まで主任弁護人として活動し、死の直前までの後半生をその冤罪証明に捧げた。通例、鈴木は自身の政治力を個々の事件に行使しようとはしなかったが、島田事件に限っては、法務大臣が交代するたびに伝手を頼んで面会へ赴き、死刑囚の処刑を行わないよう要請を続けた。再審開始要件の緩和のために、「再審特例法案」の実現を求めて社会党の神近市子とも手を結び、思想的に接点のない自由法曹団とも連携した。保守派の重鎮であった鈴木が自由法曹団と共闘したことは、再審問題は一部の左翼弁護士が騒いでいるだけというイメージを払拭するのに役立ったという。
しかし、島田事件の4度目の再審請求が棄却され、東京高裁へ即時抗告中であった1979年（昭和54年）3月、肝硬変で倒れた鈴木は静岡済生会総合病院へ入院した。そして、回復することなく同年6月15日に急逝した。山本敬三郎知事を葬儀委員長として、県弁護士会、静岡県民放送、自民党県連など15団体での合同による葬儀が営まれ、鈴木は生まれ故郷の農村に葬られた。
鈴木の死から10年、そして事件発生から35年近くが経過した1989年（平成元年）1月30日、静岡地裁は島田事件再審公判において被告人に無罪判決を言い渡した。判決後のインタビューでの「今、一番したいことは」との質問に、元被告人は「亡くなった鈴木信雄先生の墓参りに行きたい」と答えている。

## 法思想

### 改正刑事訴訟法
県議時代の鈴木は、横行する違法な身柄拘束という問題について活発な質問を行っている。この警察による人権侵害行為への反対というテーマは、1920年代から静岡弁護士会が組織的に取り組んできたもので、なかでも反対運動を積極的に指導したのが、鈴木を始めとした若手弁護士たちであった。そして、1924年に公布された改正刑事訴訟法（旧刑事訴訟法）についても鈴木は、被疑者の人権に配慮する訓示が数多く定められ、取調べ手法に関する規制も厳しくなったので、被疑者への人権侵害は「殆ど絶無」となり「完全に弊を匡さるヽ事にならう」、「司法上の一大美果」である、として極めて高い評価を与えている。その一方で、新たに導入された起訴便宜主義など、検察官による強制処分権限の大幅な拡大については、ほとんど警戒感を示さなかった（県議会で追及の対象とされたのも警察の問題ばかりで、鈴木が検察へ批判を向けることはなかった）。

### 陪審制
1923年4月に陪審法が公布された際、鈴木は、視野の狭いキャリア裁判官よりも市民の方が常識的な判断を下せるであろう、としてこれを支持した。しかしその後の鈴木は、当時の陪審制度が忌避の手続きもままならないほど法的な不備を抱えており、陪審員が裁判所と検察官に対して委縮する官尊民卑の風潮が浸透していた、として陪審制の失敗を認めている。そして、戦後の鈴木は法曹会への予算拡充を訴えるなど、職業裁判官の質を向上させることに司法の改善を求めた。しかし、島田事件の再審請求が難航していた最晩年になると、「やっていない者がそう簡単に自白するはずがない、というのが裁判官全部のこり固まった考えである。これ位のことは裁判所で分りそうなものと思うのに、五〇年以上法廷でやっているが分ってくれない」として、再び陪審制を支持するに至っている。

### 弁護人抜き裁判法案
1970年代には、頻発する新左翼関係の事件とその弁護戦術による裁判の遅延が問題化し、これに対応するため、一部の事件について弁護人抜きでの裁判を可能とする「弁護人抜き裁判法案」についての議論が起こった。しかし、この法案について鈴木は、「百年もとに戻って徳川時代の奉行裁判」への退行であり、「こんなばかな法律通したら、世界じゅうの物笑い」であると激しく反発した。そして鈴木は、自民党のみならず公明党や共産党とも協力して法案を否決させるよう訴えている。

## 人物
私生活については厳格で規則正しく、家族にも寝転がる姿を見せなかったという。仕事以外の楽しみもほとんど持たず、「仕事が趣味」と語っていた。衣食についても「男の口にすることではない」と頓着せず、家族の暮らし向きも質素とする一方で、外への金払いは惜しまぬことを信条としており、なかでも大企業より地元商店へ金を落とすことを心がけていた。
性格は温和で人を叱ることをせず、法廷でも経験の浅い若手検事に助け舟を出すこともあり、これは一部から「検事とのなれあい」と批判された。弁論は噛んで含めるような「聞かせる弁論」を特徴とし、かつ「法廷で裁判官が聞かなくなる」としてそれを書面で提出しなかった。その他弁護士としての心得について、清廉に生きすぎた者は依頼人が悪人に見えてしまうので、弁護士は酒と金と女で失敗をしていなければならない、と考え、司法修習の裁判官候補生に対しても「一ぺん君ら、銀座の真ん中で立ち小便でもして引っ張られてみたまえ、そうしてみると被疑者の気持というものがある程度理解できるんだから」とよく語った。
「一人の無辜も罰させてはならず、罪人は更生のためでなければ獄に繋いではならぬ」というのが、その生涯の信念であった。

## 著書
- 『裁判あれこれ』 非売品、1957年[96]、NCID BN06674013。
- 『弁護士五〇年』 非売品、1972年[96]。